# Distrito de Szentgotthárd
El distrito de Szentgotthárd (húngaro: Szentgotthárdi járás) es un distrito húngaro perteneciente al condado de Vas.
En 2013 tiene 15 180 habitantes. Su capital es Szentgotthárd.

## Municipios
El distrito tiene una ciudad (en negrita) y 15 pueblos
(población a 1 de enero de 2013):
- Alsószölnök (373)
- Apátistvánfalva (370)
- Csörötnek (902)
- Felsőszölnök (584)
- Gasztony (445)
- Kétvölgy (97)
- Kondorfa (514)
- Magyarlak (790)
- Nemesmedves (27)
- Orfalu (65)
- Rábagyarmat (806)
- Rátót (306)
- Rönök (417)
- Szakonyfalu (360)
- Szentgotthárd (8787) – la capital
- Vasszentmihály (337)